# Roche (Tanzania)
Roche è una circoscrizione rurale (rural ward) della Tanzania situata nel distretto di Rorya, regione del Mara. Conta una popolazione di 8 728 abitanti (censimento 2012).